# Когда падают деревья
«Когда падают деревья» (укр. Коли падають дерева) — драматический фильм совместного производства Украины, Польши и Республики Македонии снятый в 2018 году. Данный фильм дебютным Марыси Никитюк.
Мировая кинофестивальная премьера фильма состоялась 20 февраля 2018 в рамках конкурсной программы Panorama Berlinale на 68-м Берлинском международном кинофестивале. Украинская кино фестивальная премьера фильма состоялась 19 июля 2018 года на Одесском международном кинофестивале. В украинский ограниченный кинопрокат фильм вышел 13 сентября 2018 года.

## Сюжет
События фильма происходят в украинской провинции, где разворачивается история 5-летней мятежной Витки, её двоюродной сестры-подростка Ларисы и её любимого молодого бандита Шрама.
После смерти отца перед Ларисой остро стоит вопрос её будущего. Лариса хочет творить свою судьбу своими руками, но за любовь к бандиту Шраму её осуждает семья. Бабушка, которая переживает только за то, что скажут люди, и измученная мать Ларисы подталкивают её к стереотипному сценарию жизни. Лариса и Шрам планируют убежать вместе подальше от бандитов, разрухи и родственников.

## В ролях
| • Соня Халаимова     | … | Витка     |
| • Максим Самчик      | … | «Шрам»    |
| • Анастасия Пустовит | … | Лариса    |
| • Евгений Григорьев  | … | Костик    |
| • Алла Самойленко    | … | Тамара    |
| • Аэлита Назаренко   | … | Настя     |
| • Петр Пастухов      | … | Витюля    |
| • Мария Трепикова    | … | Ленка     |
| • Мария Свежинская   | … | Остаповна |
| • Вадим Ковалев      | … | Роман     |
| • Иван Блиндер       | … |           |
| • Александр Балабан  | … |           |
| • Владимир Джура     | … |           |

## Съёмочная группа
- Автор сценария — Марыся Никитюк
- Режиссёр-постановщик — Марыся Никитюк
- Продюсеры — Игорь Савиченко, Роман Климпуш, Владимир Филиппов, Сергей Лавренюк
- Сопродюсеры — Дарко Башески, Дариуш Яблонский, Виолетта Каминский, Изабелла Войтек
- Оператор — Михал Энглерт
- Композитор — Никита Моисеев, Александар Пейовский
- Монтаж — Иван Банников, Блажен Дулев
- Художник-постановщик — Влад Дудко
- Художники-гримёры — Татьяна Хорошун, Татьяна Бовт
- Художник по костюмам — Константин Кравец
- Подбор актёров — Алла Самойленко

## Производство

### Бюджет
Лента стала одним из победителей Седьмого конкурсного отбора Государственного агентства Украины по вопросам кино и получила государственное финансирование в размере 10 млн грн, при общем бюджете в 22 миллиона гривен. Ещё на этапе сценария, который был написан и разработан в рамках сценарной программы Независимого кинофонда, фильм получил поддержку Госкино Украины, Польского Киноинститута, македонского Агентства по кино. В рамках «Одесского международного кинофестиваля» в 2014 году фильм получил премию за лучший питчинг в индустриальной секции. Фильм был презентован на «Baltic Events», «DAB» и «MAIA Workshops».

### Подготовка и съёмки
В 2016 году сценарий фильма стал победителем церемонии 10-й сессии «ScripTeastAward», которая проводилась в рамках 69-го Каннского международного кинофестиваля. Кроме премии имени Кшиштофа Кесьлёвского, сценарий Марыси Никитюк получил денежное вознаграждение в размере 10 тысяч евро на дальнейшее производство фильма. Фрагменты фильма были представлены в секциях «Work-in-Progress» фестивалей в Варшаве, Вильнюсе и Одессе. Фильм прошёл доработку в программе «First Cut» в рамках индустриальной секции фестиваля в Триесте.

### Язык фильма
«Когда падают деревья» стал четвёртым полнометражным фильмом в истории украинского кинематографа, после фильмов «Припутни» (2017), «Герой моего времени» (2018) и «Дикое поле» (2018), где большинство диалогов написаны на суржике.

## Релиз

### Кинофестивальный и кинопрокатный
Мировая кинофестивальная премьера фильма состоялась 20 февраля 2018 в рамках конкурсной программы Panorama Berlinale на 68-м Берлинском международном кинофестивале. Украинская кино фестивальная премьера фильма состоялась 19 июля 2018 года на Одесском международном кинофестивале. В украинский ограниченный кинопрокат фильм вышел 13 сентября 2018 года.

### На домашнем видео и ТВ
Фильм впервые стал доступен в цифровом формате 13 марта 2020 года на VOD-платформе Takflix. Фильм впервые стал доступен по телевидению 19 сентября 2020 года на украинском публичном телеканале UA:Культура.

## Отзывы кинокритиков
Фильм получил смешанные отзывы от украинских кинокритиков.
Обозреватель сайта mrpl.city Иван Синепалов расположил фильм на 12 месте в списке лучших фильмов, вышедших в украинский прокат в 2018 году. По его словам, «Когда падают деревья» — жуткое и непонятное кино. Режиссёр играет с миром, то творя гиперреалистическую картину, то впадая в фэнтезийные бред в лучших традициях Маркеса».

## Награды и номинации
| Список наград и номинаций                        | Список наград и номинаций | Список наград и номинаций                                         | Список наград и номинаций | Список наград и номинаций | Список наград и номинаций |
| Кинофестиваль/Кинопремия                         | Год                       | Категория                                                         | Номинант(ы)               | Результат                 | Дж                        |
| ------------------------------------------------ | ------------------------- | ----------------------------------------------------------------- | ------------------------- | ------------------------- | ------------------------- |
| Берлинский кинофестиваль                         | 2018                      | Лучший дебют                                                      | Марыся Никитюк            | Номинация                 | [ 19 ]                    |
| Берлинский кинофестиваль                         | 2018                      | Приз ФИПРЕССИ                                                     | Когда падают деревья      | Номинация                 | [ 19 ]                    |
| Берлинский кинофестиваль                         | 2018                      | Приз Международной конфедерации художественного кино (C.I.C.A.E.) | Когда падают деревья      | Номинация                 | [ 19 ]                    |
| Берлинский кинофестиваль                         | 2018                      | Премия «Мир кино»                                                 | Когда падают деревья      | Номинация                 | [ 19 ]                    |
| Берлинский кинофестиваль                         | 2018                      | Премия Гайнера Карова                                             | Когда падают деревья      | Номинация                 | [ 19 ]                    |
| Берлинский кинофестиваль                         | 2018                      | Приз экуменического жюри                                          | Когда падают деревья      | Номинация                 | [ 19 ]                    |
| Берлинский кинофестиваль                         | 2018                      | Label Europa Cinemas                                              | Когда падают деревья      | Номинация                 | [ 19 ]                    |
| 9-й Одесский международный кинофестиваль         | 2018                      | Лучший украинский фильм                                           | Когда падают деревья      | Номинация                 | [ 20 ] [ 21 ]             |
| 9-й Одесский международный кинофестиваль         | 2018                      | Лучшая актёрская работа в национальном конкурсе                   | Анастасия Пустовит        | Победа                    | [ 20 ] [ 21 ]             |
| Национальная премия кинокритиков «Киноколо»      | 26.10.2018                | Открытие года по верссии премии «Киноколо»                        | Когда падают деревья      | Победа                    | [ 22 ]                    |
| Национальная премия кинокритиков «Киноколо»      | 26.10.2018                | Лучшая актриса                                                    | Анастасия Пустовит        | Номинация                 | [ 23 ]                    |
| 49-й Индийский международный кинофестиваль в Гоа | 2018                      | Золотой павлин за лучший фильм                                    | Когда падают деревья      | Номинация                 | [ 24 ]                    |
| 49-й Индийский международный кинофестиваль в Гоа | 2018                      | Серебряный павлин лучшей актрисе                                  | Анастасия Пустовит        | Победа                    | [ 24 ]                    |
| Премия «Золотая дзига»                           | 19.04.2019                | Лучший фильм                                                      | Когда падают деревья      | Номинация                 | [ 25 ]                    |
| Премия «Золотая дзига»                           | 19.04.2019                | Лучшему режиссёру (премия имени Юрия Ильенко)                     | Марыся Никитюк            | Номинация                 | [ 25 ]                    |
| Премия «Золотая дзига»                           | 19.04.2019                | Лучшей актрисе в главной роли                                     | Анастасия Пустовит        | Номинация                 | [ 25 ]                    |
| Премия «Золотая дзига»                           | 19.04.2019                | Лучшему художнику-постановщику                                    | Влад Дудко                | Номинация                 | [ 25 ]                    |
| Премия «Золотая дзига»                           | 19.04.2019                | Лучшему сценаристу                                                | Марыся Никитюк            | Номинация                 | [ 25 ]                    |
| Премия «Золотая дзига»                           | 19.04.2019                | Премия «Золотая дзига» за лучший монтаж                           | Иван Банников             | Победа                    | [ 25 ]                    |
| Премия «Золотая дзига»                           | 19.04.2019                | Лучшему звукорежиссёру                                            | Александр Шаткивский      | Номинация                 | [ 25 ]                    |
| Премия «Золотая дзига»                           | 19.04.2019                | Лучшему художнику по гриму                                        | Татьяна Хорошун           | Номинация                 | [ 25 ]                    |
| Премия «Золотая дзига»                           | 19.04.2019                | Лучшему художнику из костюмов                                     | Константин Кравец         | Номинация                 | [ 25 ]                    |